# Ligny-lès-Aire
Ligny-lès-Aire ist eine französische Gemeinde mit 564 Einwohnern (Stand: 1. Januar 2022) im Département Pas-de-Calais in der Region Hauts-de-France. Sie gehört zum Arrondissement Béthune und zum Kanton Aire-sur-la-Lys. 

## Lage
Ligny-lès-Aire liegt am äußersten Westrand des Nordfranzösischen Kohlereviers, etwa zehn Kilometer südsüdöstlich von Aire-sur-la-Lys. Umgeben wird Ligny-lès-Aire von den Nachbargemeinden Estrée-Blanche im Norden, Rely im Osten, Auchy-au-Bois im Südosten, Westrehem im Süden, Febvin-Palfart im Südwesten und Westen sowie Enquin-les-Mines im Nordwesten. Die westliche Gemeindegrenze verläuft auf einer alten Heerstraße des Systems Chaussée Brunehaut. Zu Ligny-lès-Aire gehören die Ortsteile La Tirmande und Le Transvaal. Nahe Transvaal ragen zwei Abraumhalden aus der Umgebung. Sie erinnern an den Steinkohlebergbau, der Mitte des 20. Jahrhunderts endete. 

## Bevölkerungsentwicklung
| Jahr                       | 1962 | 1968 | 1975 | 1982 | 1990 | 1999 | 2006 | 2013 | 2022 |
| Einwohner                  | 564  | 536  | 505  | 505  | 486  | 505  | 563  | 618  | 564  |
| Quellen: Cassini und INSEE |      |      |      |      |      |      |      |      |      |

## Sehenswürdigkeiten
- Kirche Saint-Pierre aus dem 16. Jahrhundert
- Kapelle Sainte-Berthe
- Ruine einer Windmühle

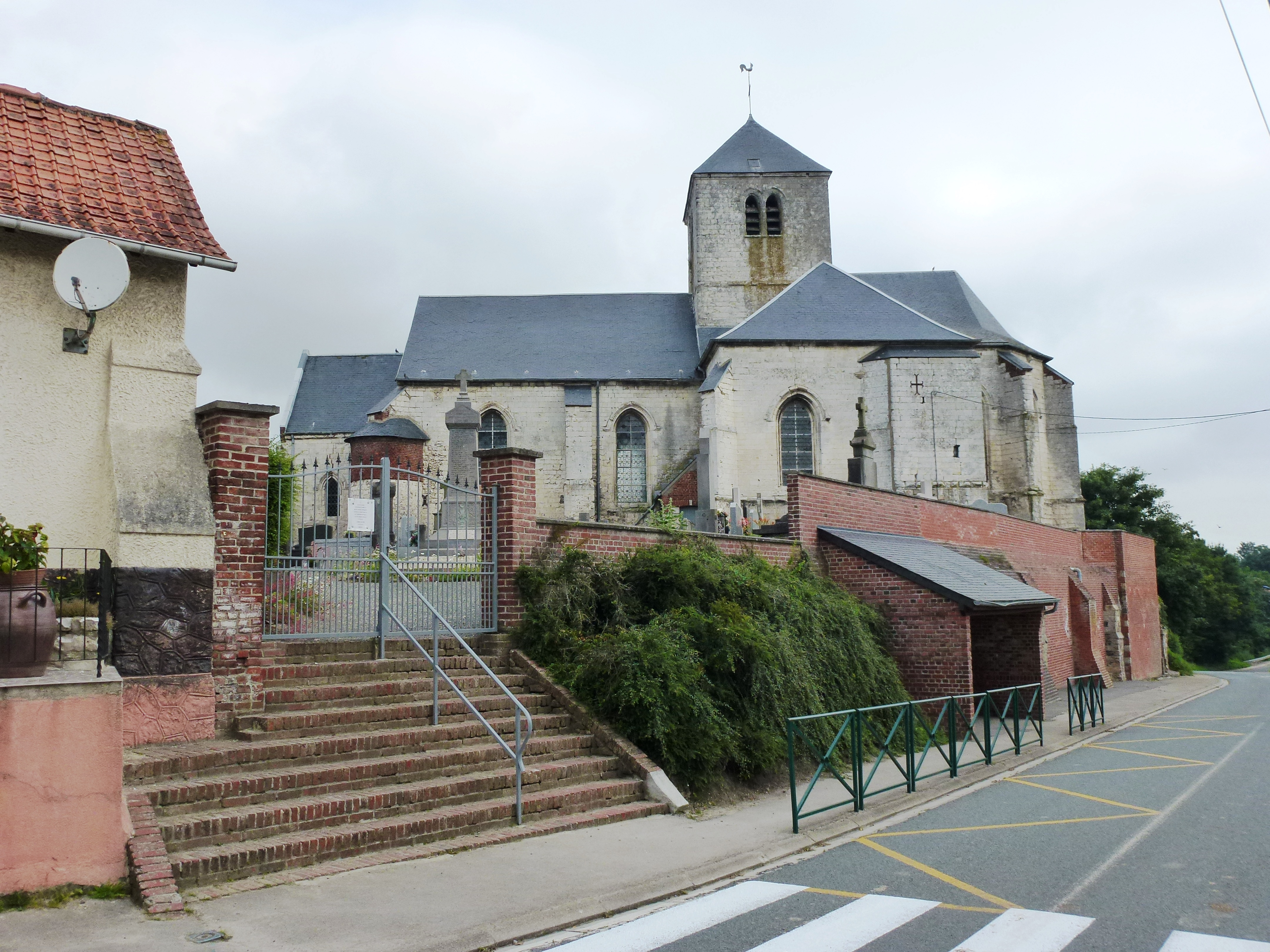
Kirche Saint-Pierre
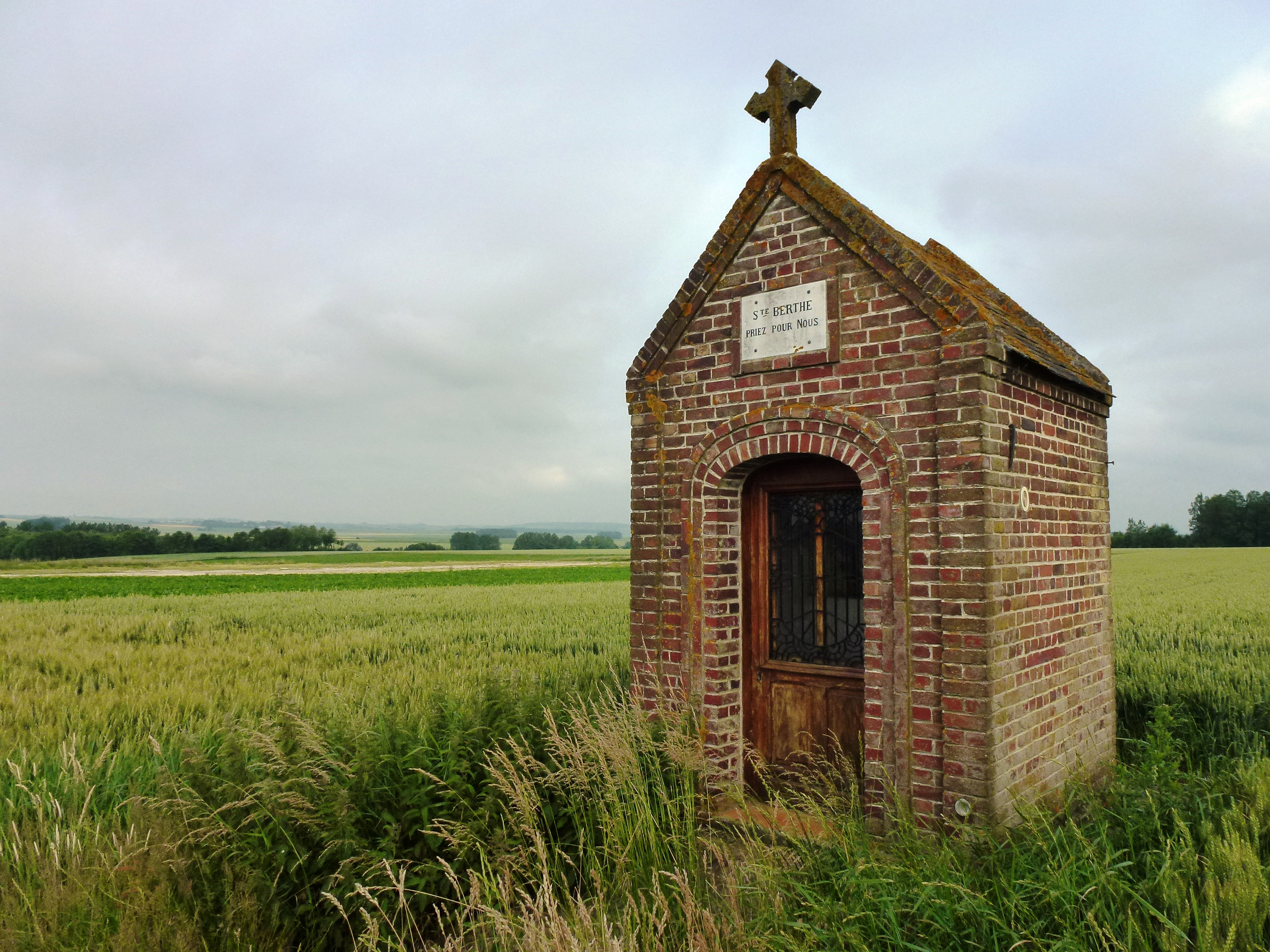
Kapelle Sainte-Berthe
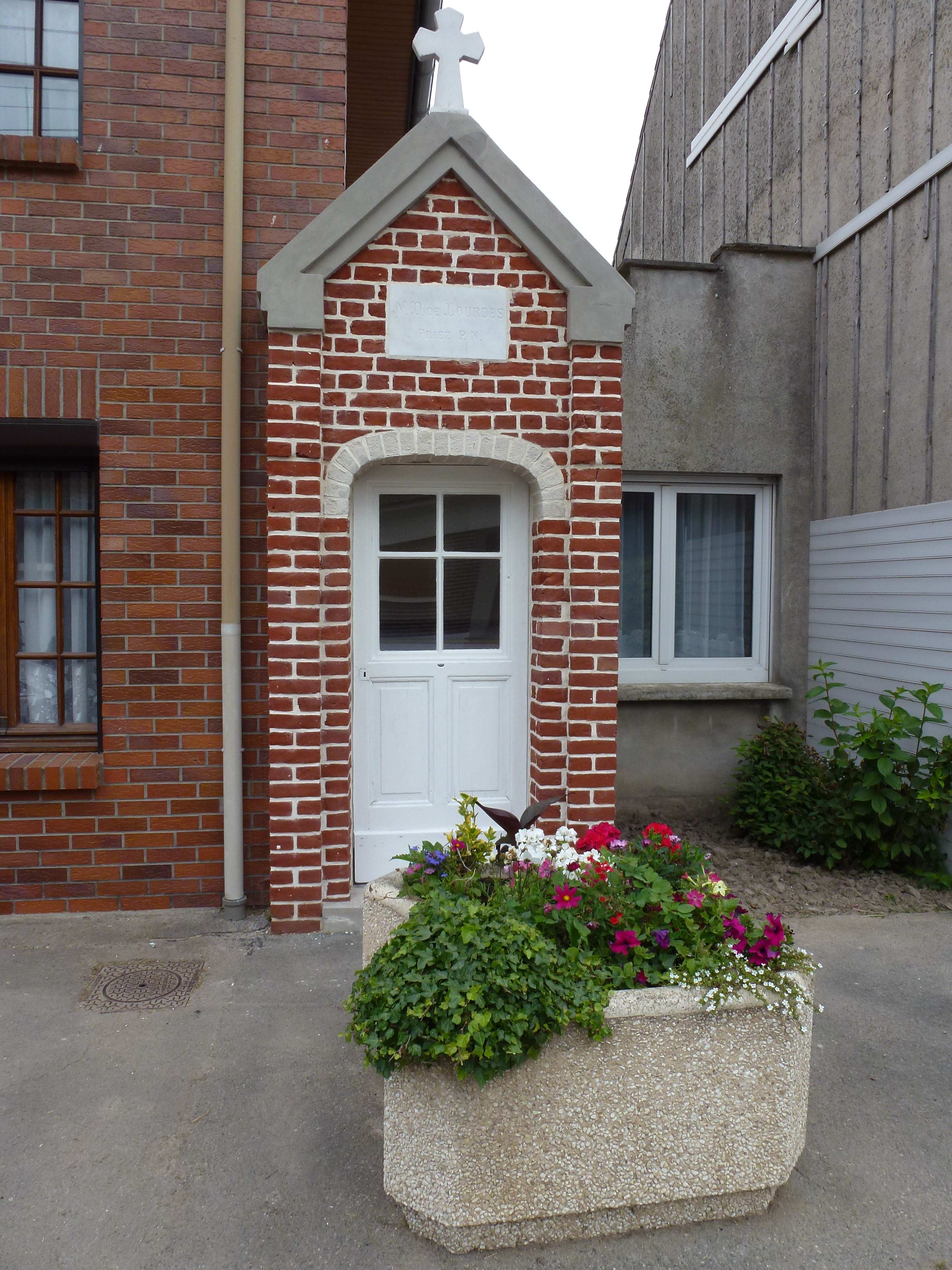
Kapelle Notre-Dame-de-Lourdes
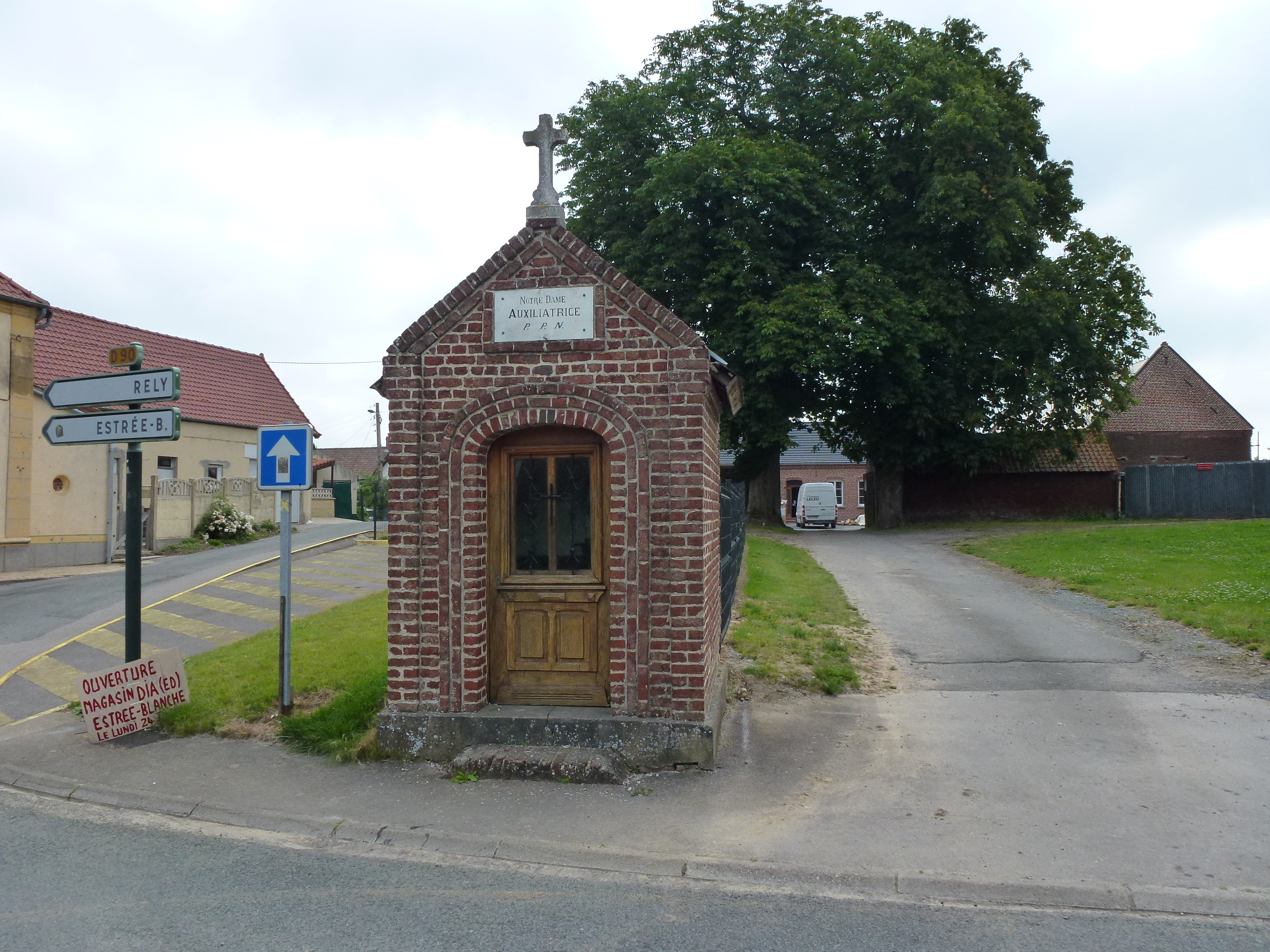
Mariahilf-Kapelle
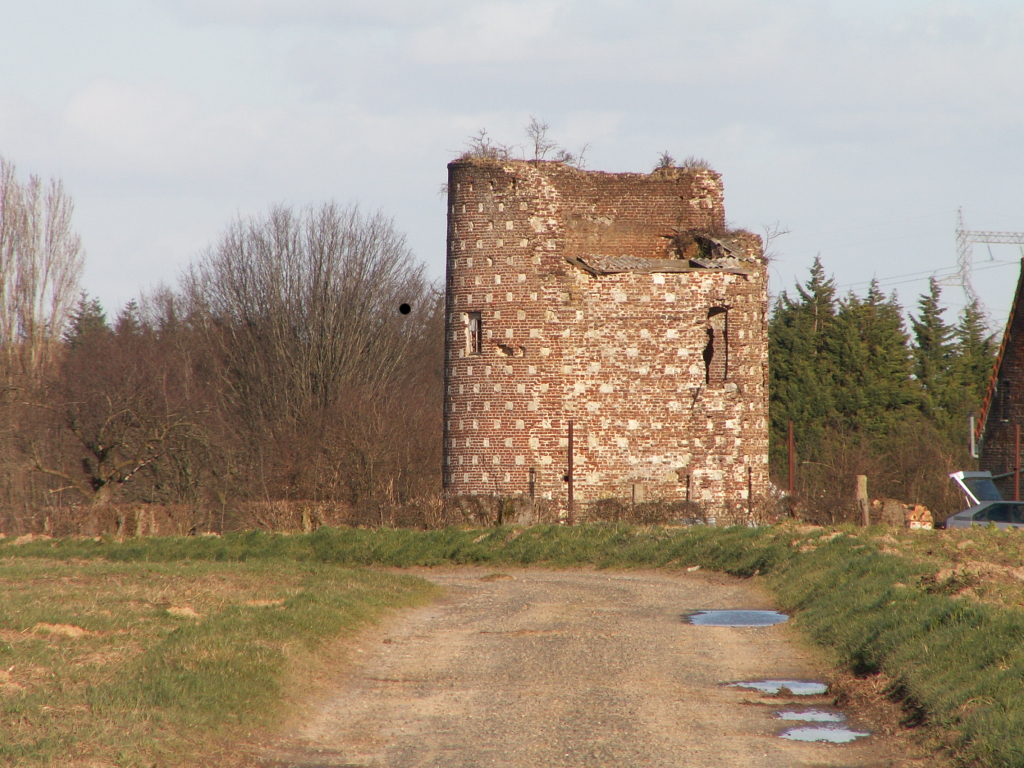
Ruine der Mühle
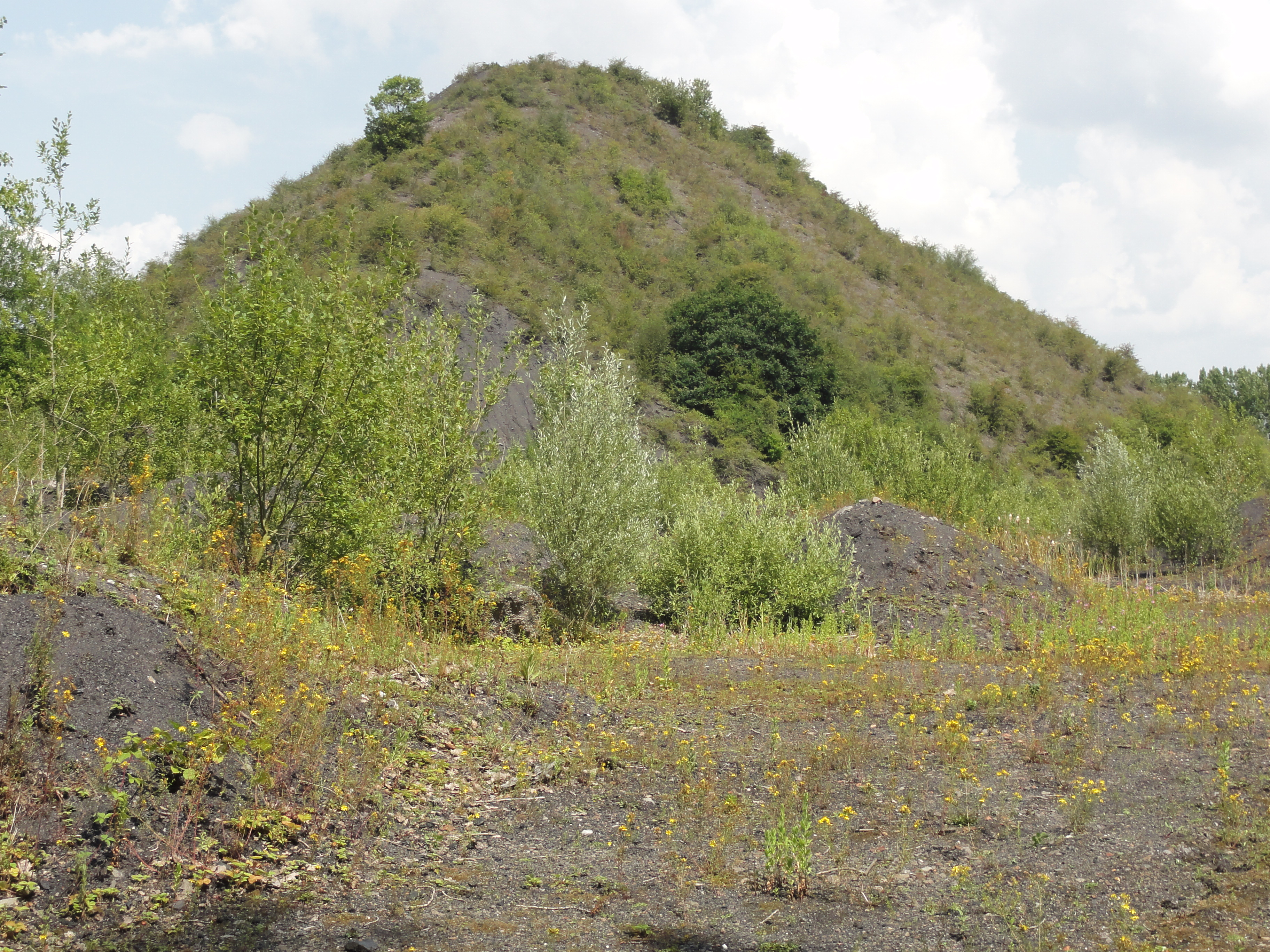
Abraumhalde Nr. 31